# Dan Wells (actor)
Daniel Dwayne "Dan" Wells es un entrenador personal y actor estadounidense, más conocido por haber interpretado a Stan en la serie Days of Our Lives y a Eric Simpson en la serie Watch Over Me.

## Biografía
Su padre murió de un ataque al corazón a la edad de 52 años.
En 2005 se casó con la actriz Rachelle L. Pettinato, con quien tuvo tres hijos: Jadon Wells (actor), Troy Wells y Emerson Wells. Más tarde se separaron.

## Carrera
Dan también trabaja como entrenador personal.
En 2003 apareció como invitado en la serie Boy Meets Boy, donde dio vida a Dan. En 2005 se unió al elenco principal de la exitosa serie Days of Our Lives, donde interpretó a "Stan" hasta ese mismo año. En diciembre de 2006, se unió al elenco principal de la serie Watch Over Me, donde interpretó a Eric Simpson hasta el final de la serie en marzo de 2007.

## Filmografía

### Series de televisión
| Año         | Título            | Personaje            | Notas                                         |
| ----------- | ----------------- | -------------------- | --------------------------------------------- |
| 2011        | 2 Broke Girls     | Michael              | episodio "And the Pretty Problem"             |
| 2010        | 90210             | Guardia de Seguridad | episodio "Rats and Heroes"                    |
| 2007        | CSI: Nueva York   | Devon Walsh          | episodio "The Deep"                           |
| 2006 - 2007 | Watch Over Me     | Eric Simpson         | 67 episodios                                  |
| 2006        | Will & Grace      | Mike                 | episodio "Partners 'n' Crime"                 |
| 2006        | Free Ride         | Steve Moss           | 5 episodios                                   |
| 2005        | Days of Our Lives | Stan                 | 84 episodios                                  |
| 2004        | Gilmore Girls     | Repartidor           | episodio "Last Week Fights, This Week Tights" |
| 2003        | Boy Meets Boy     | Dan                  | episodio # 1.3                                |

### Películas
| Año  | Título             | Personaje       | Notas |
| ---- | ------------------ | --------------- | --- |
| 2012 | Divorce Invitation | Richard         | junto a Jonathan Bennett, Jamie-Lynn Sigler, Lainie Kazan, Elliott Gould, Richard Kind, Nadia Bjorlin, Greg Evigan y Paul Sorvino |
| 2009 | Anytown            | Oficial LeBlanc | junto a Paul Ben-Victor, Natasha Henstridge, Matt O'Leary, Marshall Allman, Jonathan Halyalkar, Sam Murphy y John Savage          |
| 2009 | Prayers for Bobby  | Rev Hassler     | junto a Sigourney Weaver, Henry Czerny, Ryan Kelley, Austin Nichols, Carly Schroeder, Shannon Eagen y Scott Bailey                |
| 2004 | Species III        | Jake            | junto a Natasha Henstridge, Robin Dunne, Robert Knepper, Sunny Mabrey, Amelia Cooke, John Paul Pitoc y [Michael Warren            |

### Productor y escritor
| Año  | Título               | Notas |
| ---- | -------------------- | ----- |
| 2004 | Down the Rabbit Hole | corto |

### Apariciones
| Año  | Programa     | Notas                    |
| ---- | ------------ | ------------------------ |
| 2016 | S.T.R.O.N.G. | 4 episodios - entrenador |